# Muscadelle
Il Muscadelle è un vitigno a bacca bianca francese.

## Utilizzo
Il muscadelle accoglie la muffa nobile Botrytis cinerea, fungo microscopico che permette una concentrazione naturale degli zuccheri dell'uva. I vini prodotti da questo vitigno hanno profumi che possono ricordare il moscato, da cui il nome, pur non essendone imparentato.

## Origine e ripartizione geografica
Il vitigno potrebbe essere originario della Dordogna dove oggi è ancora diffuso. In Francia lo troviamo nella Gironda e nella Dordogna dove, insieme ai vitigni sauvignon blanc e sémillon è utilizzato per produrre vini bianchi e passiti ad alta gradazione alcolica come il Sauternes, Monbazillac o il Loupiac. Lo troviamo però anche in Linguadoca-Rossiglione. Al di fuori della Francia è particolarmente diffuso in Australia.